# ジェイアール東日本住宅開発
株式会社ジェイアール東日本住宅開発（ジェイアールひがしにほんじゅうたくかいはつ）は、かつて存在したJR東日本グループの不動産会社。
2009年（平成21年）、ジェイアール東日本都市開発に吸収合併され消滅した。

## 概要
- 所在：東京都渋谷区代々木2-2-2 JR東日本本社ビル8階
- 設立：1983年3月10日
- 資本金：20,000,000円